# Álex Vallejo
Alexander Vallejo Mínguez (Vitoria-Gasteiz, 1992. január 16. –) spanyol labdarúgó, az Diósgyőri VTK középpályása.

## Pályafutása

### Klubcsapatokban
Vallejo a spanyol Deportivo Alavés akadémiáján nevelkedett; a felnőtt csapatban 2011. augusztus 20-án mutatkozott be egy CA Osasuna B elleni spanyol harmadosztályú mérkőzésen. 2012 nyarán szerződtette őt a másodosztályú RCD Mallorca csapata, amelyben 2017-ig összesen huszonhárom bajnoki mérkőzésen játszott. 2017 és 2019 között a szintén másodosztályú Córdoba labdarúgója volt, negyvenhat másodosztályú mérkőzésen lépett pályára. A 2019-2020-as idényben a Fuenlabrada játékosa volt. 2020 októberében az angol másodosztályú Huddersfield Town csapata szerződtette; huszonegy Championship mérkőzésen egy gólt szerzett. 2022 őszén a ciprusi élvonalbeli Dóxa Katokopiász, 2023 tavaszán pedig a lengyel élvonalbeli Stali Mielec csapatában futballozott. 2023. június 28-án bejelentették, hogy a Diósgyőri VTK csapatához igazolt.